# Fronter
Fronter er et norsk udviklet internetbaseret system, der hovedsageligt bruges af uddannelsesinstitutioner og erhvervsvirksomheder, hvor man kan uploade dokumenter i form af stile og andre afleveringer. Systemet findes i flere forskellige sprog.
Fronter A/S etablerede sig gennem partnerskab med Mercantilius ApS i Danmark 1. april 2001.
Systemet består af 60 værktøjer, som fungerer mellem den undervisende (skolen) og den studerende (eleven).
Det er egetudviklet fra bunden siden 1998, og har rødder i universitetsverdenen. Oprindeligt startede det som projektstyringsværktøj for Universitetet i Tromsø.
Udviklingen af Fronter-systemet sker gennem en referencegruppe, som er sammensat af kunder, der med et mandat styrer udviklingen af selve systemet.

## Ekstern henvisning
- Fronter Arkiveret 10. maj 2000 hos  Wayback Machine

| Software | Spire Denne artikel om software og programmering er en spire som bør udbygges. Du er velkommen til at hjælpe Wikipedia ved at udvide den. |